# Triangolo delle tracce
In geometria descrittiva il triangolo delle tracce è un triangolo che giace sul piano di proiezione e che ha per vertici le tracce degli assi del sistema di riferimento.
Un'assonometria ortogonale è isometrica, dimetrica o trimetrica quando il triangolo delle tracce è, rispettivamente, equilatero, isoscele o scaleno.